# タハミネー・ノルマトワ
タハミネー・ノルマトワもしくはタフミーネ・ノルマトワ（Tahmineh Normatova, 1988年 - ）は、タジキスタン出身の女優である。
道端で物乞いをしているところをスカウトされ、モフセン・マフマルバフ監督作品『サイレンス』（1998年）に出演。盲目の少年という難しい役どころであったが、撮影が終了するまで、マフマルバフらスタッフは誰も、本人が少女であることに気づかなかった。